# Aeropuerto de Gran Canaria
El Aeropuerto Internacional de Gran Canaria (IATA: LPA, OACI: GCLP) es un aeropuerto español de Aena situado en la isla de Gran Canaria, en la bahía de Gando, ocupando superficie de los municipios de Ingenio y Telde. El aeropuerto forma parte del aeródromo de utilización conjunta Gran Canaria/Gando junto con la base aérea del Ejército del Aire de Gando. También en las inmediaciones del Aeropuerto de Gran Canaria se encuentra el Centro de Control de Tránsito Aéreo de Canarias.
El Aeropuerto de Gran Canaria tiene un flujo constante de pasajeros a lo largo del año, con picos en meses de verano e invierno, pese a que en sus cercanías se encuentran otros aeropuertos de importancia.
En el año 2023, el aeropuerto registró un movimiento de 13 961 638 pasajeros. Es el aeropuerto con mayor tráfico de pasajeros de Canarias y el sexto de España. Aunque, por isla de destino, Gran Canaria es la segunda isla que congrega el mayor número de pasajeros de Canarias.
El aeropuerto se encuentra situado a una distancia de 18 km (kilómetros) de la capital de la isla, Las Palmas de Gran Canaria, y a 25 km de los centros turísticos del sur de la isla.
Su ubicación geográfica, situado a 23 m s. n. m. (metros sobre el nivel del mar), y sus óptimas condiciones meteorológicas contribuyen a considerar al aeropuerto de Gran Canaria como uno de los más seguros, extendiéndose sus operaciones durante las 24 horas del día.
Es el único aeropuerto de Canarias con dos pistas, que están dispuestas de forma paralela: la 03L/21R, con sistemas ILS CAT I en ambas cabeceras, y es la que se suele utilizar tanto para despegues como para aterrizajes y la 03R/21L, sin ILS y utilizada principalmente por aviones militares aunque no es raro ver despegar aviones civiles en días de mucho tráfico aéreo. La presencia de estas dos pistas, permite un máximo operativo de 53 operaciones/hora. Ambas pistas cuentan con una longitud de 3100 m (metros) y una anchura de 45 m.
Debido a los vientos predominantes durante casi todo el año, la pista más utilizada es la 03 L, realizándose la mayoría de las aproximaciones de manera visual debido a la buena visibilidad. No obstante, se pueden realizar aproximaciones instrumentales o ILS.

## El aeropuerto en cifras
En el año 2023, el aeropuerto de Gran Canaria recibió 13 961 638 pasajeros, situándose en 6.º puesto a nivel nacional y convirtiéndolo en el primer aeropuerto de Canarias. De hecho, en 2012, AENA declaró que solamente 9 aeropuertos españoles obtuvieron beneficios en 2011, siendo el de Gran Canaria uno de ellos. Las cifras de carga sitúan al aeropuerto en 5.º lugar a nivel nacional, con un volumen de 17 117 toneladas en 2023.
Por último, en cuanto a cifras, cabe destacar que, durante el año 2023, se realizaron 129 552 vuelos comerciales con origen o destino a Gran Canaria.
*Datos provisionales
El aeropuerto de Gran Canaria está certificado por la ISO-9001 debido a su compromiso con la calidad y también medioambiental a través de la certificación ISO-14001 obtenida en enero de 2004.

## Los orígenes del aeropuerto de Gran Canaria

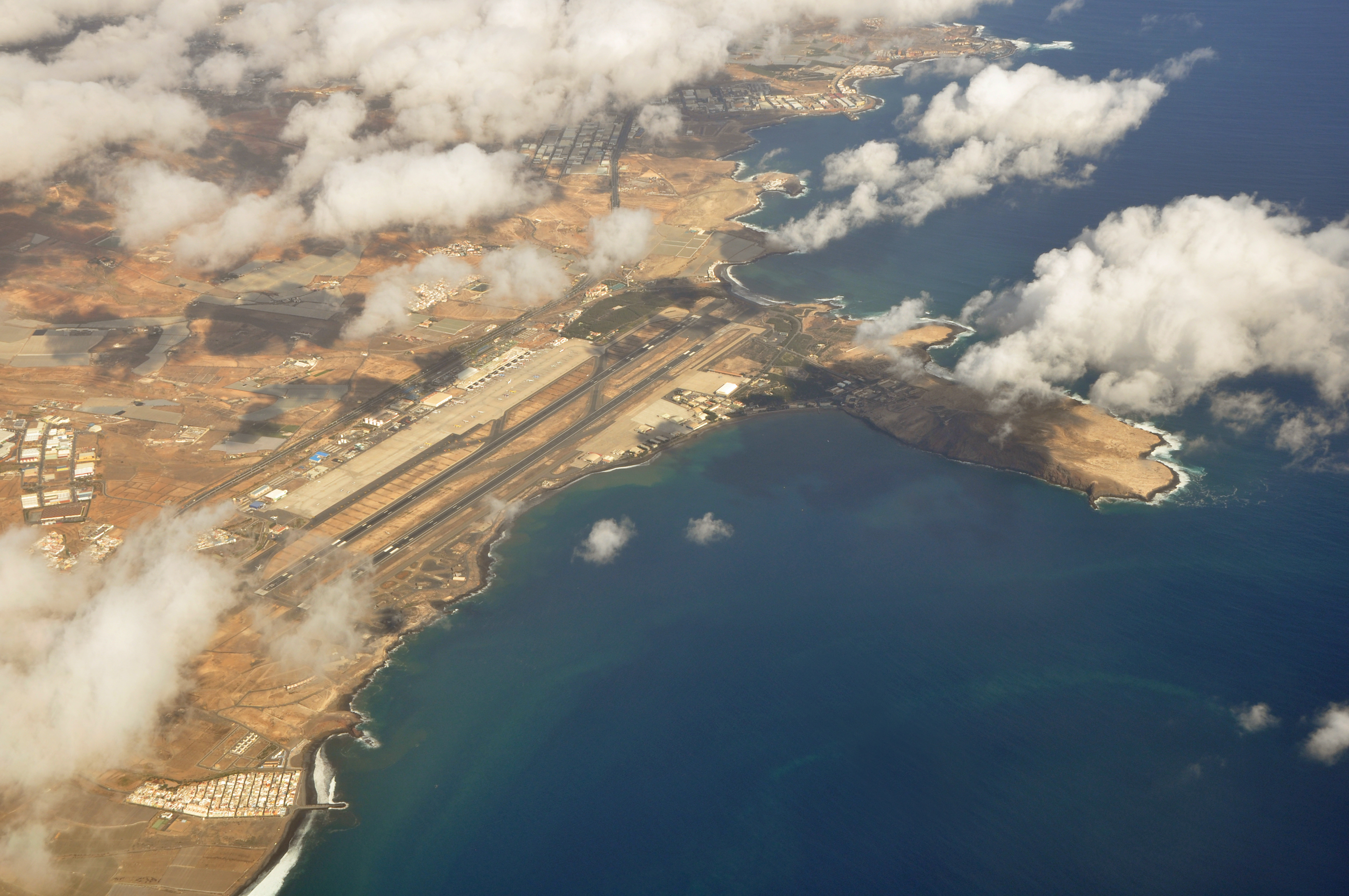
Vista aérea del Aeropuerto de Gran Canaria.

Los orígenes del aeropuerto se remontan a finales de la Primera Guerra Mundial, momento en el cual surge una línea aérea que une Francia con sus colonias africanas y con Sudamérica. El nombre de las Islas Canarias empieza a sonar como punto de escala en esta ruta. Su posición lo convirtió en inigualable escala para los pioneros de la aviación que buscaban unir a Europa con América. El 26 de enero de 1926 el hidroavión Plus Ultra pilotado por el comandante Ramón Franco, recaló en aguas de la bahía de Gando para iniciar la segunda etapa de su histórico vuelo Palos-Buenos Aires.
Tras una serie de intentos fallidos para instalar un aeródromo en diversas zonas del municipio de Las Palmas de Gran Canaria en abril de 1930 una orden real, petición del Cabildo Insular, declara aeropuerto nacional las instalaciones terrestres y marítimas que se construyesen en Gando. La situación junto al mar y las condiciones meteorológicas aconsejaron la elección del páramo de Gando.
En 1933, se realiza el primer vuelo con pasajeros y, en 1935, esta ruta se convierte en la línea Madrid-Canarias. Las primeras ayudas a la navegación se instalan a finales de 1934, empezando el funcionamiento de una estación radioeléctrica para servicio del aeropuerto de Gando.
El abandonado Lazareto, empleado para evitar la propagación de epidemias traídas por barcos procedentes de América y África, fue ocupado por el Ejército de Tierra en 1936 y cedido oficialmente al Ejército del Aire en 1946. Ya antes en 1940 el Ejército del Aire empezó a equipar una base aérea en Gando, alojando ese año al 29 Grupo Expedicionario de Caza, dotado con 24 aviones de caza Fiat C.R.32, para defender las islas de posibles ataques británicos o franceses. Durante la Segunda Guerra Mundial los cazas de Gando tuvieron varios incidentes con aviones de patrulla aliados.
El primer edificio terminal data del periodo que va desde 1944 a 1946, declarándose en este año el aeropuerto abierto a tráfico nacional e internacional y lo califica como aduanero.
Desde 1948 a 1957, la pista crece desde los 700 a 2000 m (metros) de longitud, todos ellos asfaltados, clasificándose el aeropuerto como de segunda categoría. En 1960,, asciende a aeropuerto de primera categoría al ampliarse la pista 3100 m, instalarse un VOR y la construcción de un parque de salvamento y servicios. Hasta 1966, se empleaba la Torre de Control integrada en el edificio terminal de pasajeros, construyéndose en ese año la nueva Torre de Control.
En 1970, la nueva terminal de pasajeros comienza a construirse hasta llegar a una superficie de 35 000 m² (metros cuadrados), adaptándose los márgenes laterales de la pista y la calle de rodadura a los nuevos reactores del momento.
Habría que esperar hasta 1980 para que la segunda pista estuviese operativa, incrementando así el volumen del tráfico de pasajeros.
La actual terminal data de 1994, y cuenta con una superficie de más de 100 000 m², con 95 mostradores de facturación, 11 pasarelas telescópicas o fingers y 16 cintas de recogida de equipajes.
Existió un proyecto de ampliación del aeropuerto, que contemplaba la construcción de una tercera pista, la cual afectaría a núcleos urbanos cercanos por lo que hubiera tenido que expropiar los terrenos que ocupaban para poder ampliar el recinto aeroportuario. Dicha expropiación tenía de plazo hasta 2010, siendo finalmente desechada por protestas de los vecinos de las poblaciones adyacentes.

## Ampliación 2014
En el año 2014 se estrenó la nueva ampliación del Aeropuerto de Gran Canaria, tras una inversión total en torno a los 200 millones de euros. Según la nota de prensa publicada por Aena el día de la apertura de dicha ampliación del edificio terminal, esta se expande al norte del edificio preexistente aumentando la superficie del Terminal en 42 000 m² (metros cuadrados). Ello implicó el derribo de la antigua terminal de pasajeros construida en los años 40, un edificio de indudable valor histórico. Las obras de arte decorativo contenidas en ella desaparecieron sin que se haya investigado su paradero. 
La apertura de esta ampliación pone a disposición de los usuarios una nueva sala de facturación con 18 mostradores (2 de ellos para equipajes especiales), con posibilidad de ampliación hasta 34, una zona de control de seguridad con dos filtros dobles, una multitienda pasante, una sala de embarque con seis nuevas puertas y zonas comerciales, todo ello situados en la primera planta.
La planta intermedia está destinada a la circulación de pasajeros en llegadas, mientras que la planta baja aloja otra sala de embarque, cuyo uso preferente serán los vuelos regionales y tendrá ocho nuevas puertas (con posibilidad de ampliarlas en ocho más). Además, contará con zonas de restauración y una sala de recogida de equipajes con cinco hipódromos y una cinta para equipajes especiales, así como un nuevo patio para su inspección y clasificación.
En la planta sótano está situada la nueva zona logística del Terminal con muelles de descarga para vehículos de suministro de mercancías, con sus correspondientes filtros de seguridad y almacenes, así como dependencias para el tratamiento de residuos.
Además de la puesta en funcionamiento de estas instalaciones, se pone en servicio la ampliación de la plataforma de estacionamiento de aeronaves, con 23 000 m² más de plataforma de hormigón, capaz de albergar aviones de gran tamaño, y 9000 m² de viales de asfalto.
Con estas obras se incrementará la superficie del edificio en 68 000 m², pasando de los 105 000 m² originales a 173 000 m², remodelándose además parte del terminal actual.

## Aerolíneas y destinos
El Aeropuerto de Gran Canaria tiene dos terminales, una para los vuelos de la Unión Europea y España (Terminal Internacional - A) y otra para los vuelos no comunitarios e insulares (Terminal B-C). Tradicionalmente ha tenido un importante tráfico aéreo procedente de Reino Unido, Alemania, Irlanda, Países Escandinavos, Rusia, Países Bajos, Bélgica, Polonia, Suiza, Luxemburgo, Francia e Italia durante todo el año.
Estos son los destinos del Aeropuerto de Gran Canaria:

### Destinos nacionales
| Ciudades               | Nombre del aeropuerto                           | Aerolíneas                                            |
| España                 | España                                          | España                                                |
| ---------------------- | ----------------------------------------------- | ----------------------------------------------------- |
| Andalucía              |                                                 |                                                       |
| Almería                | Aeropuerto de Almería                           | Binter                                                |
| Córdoba                | Aeropuerto de Córdoba                           | Binter                                                |
| Granada                | Aeropuerto Federico García Lorca Granada-Jaén   | Binter / Vueling                                      |
| Jerez de la Frontera   | Aeropuerto de Jerez                             | Binter                                                |
| Málaga                 | Aeropuerto de Málaga-Costa del Sol              | Ryanair / Vueling                                     |
| Sevilla                | Aeropuerto de Sevilla                           | Ryanair / Vueling                                     |
| Aragón                 |                                                 |                                                       |
| Zaragoza               | Aeropuerto de Zaragoza                          | Binter                                                |
| Asturias               |                                                 |                                                       |
| Avilés                 | Aeropuerto de Asturias                          | Binter / Volotea                                      |
| Islas Baleares         |                                                 |                                                       |
| Menorca                | Aeropuerto de Menorca                           | Binter (estacional)                                   |
| Palma de Mallorca      | Aeropuerto de Palma de Mallorca                 | Binter                                                |
| Canarias               |                                                 |                                                       |
| El Hierro              | Aeropuerto de El Hierro                         | Binter                                                |
| Fuerteventura          | Aeropuerto de Fuerteventura                     | Binter / Canaryfly                                    |
| La Gomera              | Aeropuerto de La Gomera                         | Binter                                                |
| La Palma               | Aeropuerto de La Palma                          | Binter / Canaryfly                                    |
| Lanzarote              | Aeropuerto César Manrique-Lanzarote             | Binter / Canaryfly                                    |
| Tenerife               | Aeropuerto de Tenerife Norte                    | Binter / Canaryfly                                    |
| Tenerife               | Aeropuerto de Tenerife Sur                      | Binter                                                |
| Cantabria              |                                                 |                                                       |
| Santander              | Aeropuerto Seve Ballesteros-Santander           | Binter                                                |
| Castilla y León        |                                                 |                                                       |
| León                   | Aeropuerto de León                              | Air Nostrum (estacional)                              |
| Valladolid             | Aeropuerto de Valladolid                        | Binter                                                |
| Cataluña               |                                                 |                                                       |
| Barcelona              | Aeropuerto Josep Tarradellas Barcelona-El Prat  | Vueling                                               |
| Extremadura            |                                                 |                                                       |
| Badajoz                | Aeropuerto de Badajoz                           | Air Nostrum (estacional) / Binter                     |
| Galicia                |                                                 |                                                       |
| La Coruña              | Aeropuerto de A Coruña                          | Binter                                                |
| Santiago de Compostela | Aeropuerto de Santiago de Compostela            | Ryanair / Vueling                                     |
| Vigo                   | Aeropuerto de Vigo                              | Air Nostrum (estacional) / Binter                     |
| Comunidad de Madrid    |                                                 |                                                       |
| Madrid                 | Aeropuerto Adolfo Suárez Madrid-Barajas         | Air Europa / Binter / Iberia Express / Ryanair        |
| Melilla                |                                                 |                                                       |
| Melilla                | Aeropuerto de Melilla                           | Air Nostrum                                           |
| Región de Murcia       |                                                 |                                                       |
| Murcia                 | Aeropuerto Internacional de la Región de Murcia | Binter                                                |
| Navarra                |                                                 |                                                       |
| Pamplona               | Aeropuerto de Pamplona                          | Binter                                                |
| País Vasco             |                                                 |                                                       |
| Bilbao                 | Aeropuerto de Bilbao                            | Volotea / Vueling                                     |
| San Sebastián          | Aeropuerto de San Sebastián                     | Binter                                                |
| Comunidad Valenciana   |                                                 |                                                       |
| Alicante               | Aeropuerto de Alicante-Elche Miguel Hernández   | Vueling                                               |
| Valencia               | Aeropuerto de Valencia                          | Air Nostrum (estacional) / Binter / Ryanair / Vueling |

### Destinos internacionales
| Ciudades por países                  | Nombre del aeropuerto                             | Aerolíneas |
| África                               | África                                            | África |
| ------------------------------------ | ------------------------------------------------- | --- |
| Cabo Verde                           |                                                   | |
| Isla de Sal                          | Aeropuerto Internacional Amílcar Cabral           | Binter |
| Marruecos                            |                                                   | |
| Agadir                               | Aeropuerto de Agadir-Al Massira                   | Binter |
| Casablanca                           | Aeropuerto Internacional Mohammed V               | Royal Air Maroc Express |
| Guelmim                              | Aeropuerto de Guelmim                             | Binter |
| Marrakech                            | Aeropuerto de Marrakech-Menara                    | Ryanair |
| Mauritania                           |                                                   | |
| Nouadhibou                           | Aeropuerto Internacional de Nouadhibou            | Mauritania Airlines |
| Nuakchot                             | Aeropuerto Internacional de Nuakchot              | Binter / Mauritania Airlines                                                                                                  |
| República Árabe Saharaui Democrática |                                                   | |
| El Aaiún                             | Aeropuerto Internacional Hassan I                 | Binter / Royal Air Maroc |
| Villa Cisneros                       | Aeropuerto de Villa Cisneros                      | Binter |
| Senegal                              |                                                   | |
| Dakar                                | Aeropuerto Internacional Blaise Diagne            | Binter |
| Europa                               |                                                   | |
| Alemania                             |                                                   | |
| Berlín                               | Aeropuerto de Berlín-Brandeburgo Willy Brandt     | EasyJet / Eurowings (estacional) / Ryanair / Sundair (estacional)                                                             |
| Bremen                               | Aeropuerto de Bremen                              | Sundair (estacional) |
| Colonia                              | Aeropuerto de Colonia/Bonn                        | Corendon Airlines Europe (estacional) / Eurowings / Ryanair                                                                   |
| Dresde                               | Aeropuerto de Dresde                              | Sundair (estacional) |
| Düsseldorf                           | Aeropuerto de Düsseldorf                          | Condor / Corendon Airlines Europe (estacional) / Eurowings / TUIfly                                                           |
| Fráncfort del Meno                   | Aeropuerto de Fráncfort del Meno                  | Condor / Discover Airlines / TUIfly                                                                                           |
| Hahn                                 | Aeropuerto de Fráncfort-Hahn                      | Ryanair (estacional) |
| Hamburgo                             | Aeropuerto de Hamburgo                            | Condor / Eurowings / Marabu                                                                                                   |
| Hannover                             | Aeropuerto de Hannover                            | Corendon Airlines Europe (estacional) / Eurowings (estacional) / TUIfly                                                       |
| Karlsruhe                            | Aeropuerto de Karlsruhe/Baden-Baden               | Ryanair |
| Leipzig                              | Aeropuerto de Leipzig/Halle                       | Marabu |
| Memmingen                            | Aeropuerto de Memmingen                           | Ryanair |
| Múnich                               | Aeropuerto de Múnich-Franz Josef Strauss          | Condor / Discover Airlines / TUIfly                                                                                           |
| Núremberg                            | Aeropuerto de Núremberg-Albrecht Dürer            | Corendon Airlines Europe (estacional) / Eurowings (estacional) / Marabu                                                       |
| Saarbrücken                          | Aeropuerto de Saarbrücken                         | SkyUp MT (chárter estacional)                                                                                                 |
| Stuttgart                            | Aeropuerto de Stuttgart                           | Condor (estacional) / Eurowings (estacional) / Marabu (estacional) / TUIfly                                                   |
| Austria                              |                                                   | |
| Graz                                 | Aeropuerto de Graz                                | Eurowings (estacional) |
| Salzburgo                            | Aeropuerto de Salzburgo                           | Eurowings (estacional) |
| Viena                                | Aeropuerto Internacional de Viena                 | Austrian Airlines / Ryanair                                                                                                   |
| Bélgica                              |                                                   | |
| Bruselas                             | Aeropuerto de Bruselas-National                   | Brussels Airlines / TUI fly Belgium                                                                                           |
| Charleroi                            | Aeropuerto de Charleroi-Bruselas Sur              | Ryanair |
| Lieja                                | Aeropuerto de Lieja                               | TUI fly Belgium |
| Ostende                              | Aeropuerto Internacional de Ostende-Brujas        | TUI fly Belgium |
| Dinamarca                            |                                                   | |
| Aalborg                              | Aeropuerto de Aalborg                             | Braathens International Airways (chárter estacional) / Jet Time (chárter estacional) / Sunclass Airlines (chárter estacional) |
| Billund                              | Aeropuerto de Billund                             | AirBaltic (estacional) / Jet Time (chárter estacional) / Sunclass Airlines (chárter)                                          |
| Bornholm                             | Aeropuerto de Bornholm                            | Sunclass Airlines (chárter estacional)                                                                                        |
| Copenhague                           | Aeropuerto de Copenhague-Kastrup                  | Jet Time (chárter) / Norwegian / SAS / Sunclass Airlines (chárter)                                                            |
| Eslovenia                            |                                                   | |
| Liubliana                            | Aeropuerto de Liubliana                           | AirBaltic (estacional) (inicia el 25 de octubre de 2025)                                                                      |
| Estonia                              |                                                   | |
| Tallin                               | Aeropuerto de Tallin                              | AirBaltic (Estacional) |
| Finlandia                            |                                                   | |
| Helsinki                             | Aeropuerto de Helsinki-Vantaa                     | Finnair (estacional) / Jet Time (chárter estacional) / Norwegian (estacional) / Sunclass Airlines (chárter estacional)        |
| Kuopio                               | Aeropuerto de Kuopio                              | Sunclass Airlines (Chárter Estacional)                                                                                        |
| Oulu                                 | Aeropuerto de Oulu                                | Jet Time (chárter estacional)                                                                                                 |
| Tampere                              | Aeropuerto de Tampere-Pirkkala                    | Jet Time (chárter estacional)                                                                                                 |
| Turku                                | Aeropuerto de Turku                               | Sunclass Airlines (chárter estacional)                                                                                        |
| Vaasa                                | Aeropuerto de Vaasa                               | Sunclass Airlines (chárter estacional)                                                                                        |
| Francia                              |                                                   | |
| Burdeos                              | Aeropuerto de Burdeos-Mérignac                    | Transavia (estacional) |
| Lyon                                 | Aeropuerto de Lyon                                | EasyJet (estacional) (inicia el 29 de octubre de 2025) / Volotea (estacional)                                                 |
| Nantes                               | Aeropuerto de Nantes-Atlantique                   | EasyJet (estacional) (inicia el 26 de octubre de 2025) / Volotea                                                              |
| París                                | Aeropuerto de París-Charles de Gaulle             | EasyJet (estacional) (inicia el 26 de octubre de 2025) / Vueling (finaliza el 28 de marzo de 2025)                            |
| París                                | Aeropuerto de París-Orly                          | Transavia / Vueling (inicia el 29 de marzo de 2025)                                                                           |
| Grecia                               |                                                   | |
| Atenas                               | Aeropuerto Internacional Eleftherios Venizelos    | Aegean Airlines (estacional)                                                                                                  |
| Guernsey                             |                                                   | |
| Guernsey                             | Aeropuerto de Guernsey                            | AirBaltic (chárter estacional) (inicia el 23 de diciembre de 2025)                                                            |
| Hungría                              |                                                   | |
| Budapest                             | Aeropuerto de Budapest                            | Ryanair / Wizz Air |
| Irlanda                              |                                                   | |
| Cork                                 | Aeropuerto de Cork                                | Ryanair |
| Dublín                               | Aeropuerto de Dublín                              | Aer Lingus / Ryanair |
| Shannon                              | Aeropuerto Internacional de Shannon               | Ryanair |
| Islandia                             |                                                   | |
| Reikiavik                            | Aeropuerto Internacional de Keflavík              | Icelandair (estacional) / Play (estacional)                                                                                   |
| Islas Faroe                          |                                                   | |
| Vágar                                | Aeropuerto de Vágar                               | Atlantic Airways (estacional)                                                                                                 |
| Italia                               |                                                   | |
| Bérgamo                              | Aeropuerto de Bérgamo-Orio al Serio               | Ryanair |
| Bolonia                              | Aeropuerto de Bolonia                             | Ryanair |
| Milán                                | Aeropuerto de Milán-Malpensa                      | EasyJet (estacional) / Neos / Ryanair                                                                                         |
| Milán                                | Aeropuerto de Milán-Linate                        | EasyJet (estacional) (inicia el 1 de noviembre de 2025)                                                                       |
| Nápoles                              | Aeropuerto de Nápoles                             | EasyJet |
| Pisa                                 | Aeropuerto Internacional Galileo Galilei          | Ryanair (estacional) |
| Roma                                 | Aeropuerto de Roma-Fiumicino                      | Ryanair / Wizz Air |
| Treviso                              | Aeropuerto de Sant'Angelo Treviso                 | Ryanair (estacional) |
| Verona                               | Aeropuerto de Verona-Villafranca                  | Neos (estacional) |
| Letonia                              |                                                   | |
| Riga                                 | Aeropuerto Internacional de Riga                  | AirBaltic (estacional) |
| Lituania                             |                                                   | |
| Vilna                                | Aeropuerto Internacional de Vilna                 | AirBaltic (Estacional) |
| Luxemburgo                           |                                                   | |
| Luxemburgo                           | Aeropuerto de Luxemburgo                          | Luxair |
| Noruega                              |                                                   | |
| Ålesund                              | Aeropuerto de Ålesund-Vigra                       | Norwegian (chárter estacional)                                                                                                |
| Bergen                               | Aeropuerto de Bergen-Flesland                     | Norwegian (estacional) / Sunclass Airlines (chárter estacional)                                                               |
| Bodo                                 | Aeropuerto de Bodø                                | Norwegian (chárter estacional)                                                                                                |
| Haugesund                            | Aeropuerto de Haugesund Karmøy                    | Norwegian (chárter estacional)                                                                                                |
| Kristiansand                         | Aeropuerto de Kristiansand                        | SAS (chárter estacional) |
| Kristiansund                         | Aeropuerto de Kristiansund-Kvernberget            | SAS (chárter estacional) |
| Molde                                | Aeropuerto de Molde-Årø                           | AirBaltic (estacional) (inicia el 29 de octubre de 2025)                                                                      |
| Narvik                               | Aeropuerto de Harstad/Narvik-Evenes               | Norwegian (chárter estacional)                                                                                                |
| Oslo                                 | Aeropuerto de Oslo-Gardermoen                     | Norwegian / SAS / Sunclass Airlines (chárter)                                                                                 |
| Sandefjord                           | Aeropuerto de Sandefjord-Torp                     | AirBaltic (estacional) / Norwegian (estacional) / Sunclass Airlines (chárter estacional)                                      |
| Stavanger                            | Aeropuerto de Stavanger                           | Norwegian (estacional) / SAS (chárter estacional)                                                                             |
| Tromso                               | Aeropuerto de Tromsø-Langnes                      | Norwegian (chárter estacional)                                                                                                |
| Trondheim                            | Aeropuerto de Trondheim                           | Norwegian (estacional) / Sunclass Airlines (chárter estacional)                                                               |
| Países Bajos                         |                                                   | |
| Ámsterdam                            | Aeropuerto de Ámsterdam-Schiphol                  | EasyJet (estacional) / Transavia / TUI Airlines Nederland                                                                     |
| Eindhoven                            | Aeropuerto de Eindhoven                           | Transavia / TUI Airlines Nederland                                                                                            |
| Groninga                             | Aeropuerto de Groningen-Eelde                     | TUI Airlines Nederland |
| Róterdam                             | Aeropuerto de Róterdam-La Haya                    | Transavia / TUI Airlines Nederland                                                                                            |
| Polonia                              |                                                   | |
| Breslavia                            | Aeropuerto de Breslavia-Copérnico                 | Enter Air (chárter) / Wizz Air (estacional) (inicia el 5 de diciembre de 2025)                                                |
| Cracovia                             | Aeropuerto Internacional Juan Pablo II            | Ryanair |
| Katowice                             | Aeropuerto de Katowice                            | Electra Airways (chárter) / Enter Air (chárter)                                                                               |
| Poznań                               | Aeropuerto de Poznań-Ławica                       | Enter Air (chárter) |
| Varsovia                             | Aeropuerto de Varsovia-Chopin                     | Enter Air (chárter) / Smartwings (chárter)                                                                                    |
| Portugal                             |                                                   | |
| Funchal                              | Aeropuerto de Madeira                             | Binter |
| Lisboa                               | Aeropuerto Humberto Delgado                       | TAP Air Portugal |
| Oporto                               | Aeropuerto de Oporto-Francisco Sá Carneiro        | Ryanair (estacional) |
| Ponta Delgada                        | Aeropuerto Juan Pablo II                          | Binter (estacional) |
| Porto Santo                          | Aeropuerto de Porto Santo                         | Binter (Vía FNC) |
| Reino Unido                          |                                                   | |
| Belfast                              | Aeropuerto Internacional de Belfast               | EasyJet (estacional) / Jet2.com                                                                                               |
| Birmingham                           | Aeropuerto de Birmingham                          | EasyJet / Jet2.com / Ryanair / TUI Airways                                                                                    |
| Bournemouth                          | Aeropuerto de Bournemouth                         | Jet2.com / Ryanair / TUI Airways (estacional)                                                                                 |
| Brístol                              | Aeropuerto Internacional de Brístol               | easyJet / Jet2.com / Ryanair / TUI Airways                                                                                    |
| Cardiff                              | Aeropuerto Internacional de Cardiff               | TUI Airways |
| Edimburgo                            | Aeropuerto de Edimburgo                           | EasyJet (estacional) / Jet2.com / Ryanair                                                                                     |
| Exeter                               | Aeropuerto de Exeter                              | TUI Airways (estacional) |
| Glasgow                              | Aeropuerto Internacional de Glasgow               | EasyJet (estacional) / Jet2.com / TUI Airways                                                                                 |
| Glasgow                              | Aeropuerto de Glasgow Prestwick                   | Ryanair (estacional) |
| Inverness                            | Aeropuerto de Inverness                           | AirBaltic (chárter estacional) (inicia el 17 de febrero de 2025)                                                              |
| Leeds                                | Aeropuerto de Leeds-Bradford                      | Jet2.com |
| Liverpool                            | Aeropuerto de Liverpool-John Lennon               | EasyJet (estacional) (inicia el 27 de octubre de 2025) / Jet2.com                                                             |
| Londres                              |                                                   | |
| Aeropuerto de Londres-Gatwick        | British Airways / EasyJet / TUI Airways / Vueling | |
| Aeropuerto de Londres-Luton          | EasyJet / Jet2.com / Ryanair                      | |
| Aeropuerto de Londres-Southend       | EasyJet                                           | |
| Aeropuerto de Londres-Stansted       | Jet2.com / Ryanair / TUI Airways                  | |
| Mánchester                           | Aeropuerto de Mánchester                          | EasyJet / Jet2.com / Ryanair / TUI Airways                                                                                    |
| Newcastle                            | Aeropuerto Internacional de Newcastle             | Jet2.com / Ryanair / TUI Airways                                                                                              |
| Nottingham                           | Aeropuerto de East Midlands                       | Jet2.com / Ryanair / TUI Airways                                                                                              |
| República Checa                      |                                                   | |
| Praga                                | Aeropuerto de Praga-Václav Havel                  | Eurowings (estacional) (inicia el 30 de octubre de 2025) / Smartwings                                                         |
| Rumania                              |                                                   | |
| Bucarest                             | Aeropuerto Internacional de Bucarest-Henri Coandă | Wizz Air |
| Suecia                               |                                                   | |
| Borlänge                             | Aeropuerto de Borlänge                            | Braathens International Airways (chárter estacional)'                                                                         |
| Estocolmo                            | Aeropuerto de Estocolmo-Arlanda                   | Norwegian / SAS / Sunclass Airlines (chárter) / TUIfly Nordic (chárter estacional)                                            |
| Gotemburgo                           | Aeropuerto de Gotemburgo-Landvetter               | Norwegian (estacional) / SAS (Estacional) / Sunclass Airlines (chárter estacional) / TUIfly Nordic chárter)                   |
| Kalmar                               | Aeropuerto de Kalmar                              | Norwegian (chárter estacional)                                                                                                |
| Karlstad                             | Aeropuerto de Karlstad                            | Norwegian (chárter estacional)                                                                                                |
| Luleå                                | Aeropuerto de Luleå                               | Jet Time (chárter estacional)                                                                                                 |
| Malmö                                | Aeropuerto de Malmö                               | Sunclass Airlines (chárter estacional)                                                                                        |
| Norrköping                           | Aeropuerto de Norrköping                          | Braathens International Airways (chárter estacional)                                                                          |
| Örebro                               | Aeropuerto de Örebro                              | Sunclass Airlines (chárter estacional)                                                                                        |
| Östersund                            | Aeropuerto de Åre Östersund                       | Jet Time (chárter estacional)                                                                                                 |
| Skellefteå                           | Aeropuerto de Skellefteå                          | Jet Time (chárter estacional)                                                                                                 |
| Umeå                                 | Aeropuerto de Umeå                                | Jet Time (chárter estacional)                                                                                                 |
| Växjö                                | Aeropuerto de Växjö-Småland                       | Norwegian (chárter estacional)                                                                                                |
| Visby                                | Aeropuerto de Visby                               | Sunclass Airlines (chárter estacional)                                                                                        |
| Suiza                                |                                                   | |
| Basilea                              | Aeropuerto de Basilea-Mulhouse-Friburgo           | EasyJet |
| Ginebra                              | Aeropuerto de Ginebra                             | EasyJet (estacional) |
| Zúrich                               | Aeropuerto de Zúrich                              | Edelweiss Air |

## Carga
Cygnus Air
Swiftair

## Tráficos y estadísticas

### Rutas más importantes
| Rank                                  | Destino                | Pasajeros | Crecimiento · Decrecimiento |
| ------------------------------------- | ---------------------- | --------- | --------------------------- |
| 1                                     | Madrid                 | 1 971 643 | 22,8 %                      |
| 2                                     | Tenerife-Norte         | 975 359   | 8,2 %                       |
| 3                                     | Lanzarote              | 851 474   | 5,4 %                       |
| 4                                     | Fuerteventura          | 691 567   | 7,6 %                       |
| 5                                     | Barcelona              | 525 268   | 3,4 %                       |
| 6                                     | Sevilla                | 285 921   | 2,7 %                       |
| 7                                     | Málaga                 | 243 454   | 0,4 %                       |
| 8                                     | La Palma               | 240 663   | 5,1 %                       |
| 9                                     | Tenerife-Sur           | 208 460   | 12,4 %                      |
| 10                                    | Bilbao                 | 187 578   | 40,9 %                      |
| 11                                    | Santiago de Compostela | 183 519   | 10,8 %                      |
| 12                                    | Valencia               | 115 166   | 14,1 %                      |
| 13                                    | Asturias               | 93 100    | 1,0 %                       |
| 14                                    | Palma de Mallorca      | 82 223    | 4,0 %                       |
| 15                                    | Granada                | 75 558    | 40,2 %                      |
| 16                                    | El Hierro              | 71 659    | 10,3 %                      |
| 17                                    | La Gomera              | 58 566    | 5,4 %                       |
| 18                                    | Alicante               | 56 772    | 37,7 %                      |
| 19                                    | Vigo                   | 46 214    | 3,2 %                       |
| 20                                    | Murcia                 | 36 820    | 11,1 %                      |
| Fuente: Estadísticas de tráfico aereo |                        |           |                             |

## Compañías de alquiler de coches[14]
En el Aeropuerto de Gran Canaria operan varias compañías de alquiler de coches autorizadas por AENA: AutoReisen,TopCar, Cicar, Hertz, Goldcar, Europcar, AVIS y Sixt. Todas estas compañías se encuentran en el vestíbulo de llegadas de vuelos internacionales y nacionales. Existen otras empresas de alquiler de vehículos que operan fuera del aeropuerto, pero no están autorizadas por AENA.
* Actualizado a mayo de 2024.

## 1977ː Atentado del MPAIAC y desastre de Los Rodeos
El domingo 27 de marzo de 1977 a las 13:15 hora local (14:15 hora peninsular) el grupo terrorista del MPAIAC hizo explotar una bomba en la floristería de la terminal de pasajeros del Aeropuerto de Gran Canaria. Ocasionó ocho heridos, siendo la florista Marcelina Sánchez la más grave.  Más tarde, hubo una segunda amenaza de bomba, debido a lo cual las autoridades cerraron el aeropuerto por unas horas. Muchos vuelos, entre ellos el  KLM 4805 y PAA 1736, fueron desviados al Aeropuerto de Tenerife Norte. La congestión en las pistas de rodaje en este aeropuerto fue una de las causas del Accidente de Los Rodeos, el más grave de la historia de la aviación en el que fallecieron 583 personas. 
Ante las nefastas consecuencias imprevistas del atentado en el aeropuerto de Las Palmas el MPAIAC y su líder Antonio Cubillo negaron o minimizaron mediante propaganda la relación acreditada entre ambos sucesos, llegando incluso a desdecirse de la autoría del atendado contra la floristería del aeropuerto de Las Palmas.